# Рагна Николасдоттер
Рагна Николасдоттер (норв. Ragna Nikolasdatter; расцвет 1140-е — 1161) — королева Норвегии, супруга Эйстейна Харальдссона.
Рагна Николасдоттер была дочерью Николаса Маасе из Стейга, что в Сёр-Фруне, Гудбраннсдален. Её брак с королем Эйстейном вероятно был заключён через несколько лет после того, как он прибыл в Норвегию в 1142 году. Сага не упоминает о каких-либо детях, рождённых в этом браке. Рагна овдовела, когда король Эйстейн был захвачен и убит войсками его единокровного брата Инги летом 1157 года, где-то в районе современного Бохуслена.
Три года спустя в 1160 году Рагна обручилась с единокровным братом короля Инги, Ормом Иварссоном, который позже станет видным государственным деятелем во время правления короля Магнуса V. Свадьба была назначена на февраль 1161 года, однако брак не состоялся из-за битвы между войсками Инги и Хакона в Бьорвике. Король Инги был побеждён и убит 3 февраля 1161 года. В источниках о дальнейшей судьбе Рагны больше ничего не говорится.
Королева Рагна Николасдоттер наряду с Ингеборгой Гуттормсдоттер и Эстрид Бьёрнсдоттер была одной из трёх известных королев Норвегии с середины XI века по XIII век, которые не были иностранными принцессами.